# Annie Lazor
Annie Lazor (Beverly Hills (Michigan), 17 augustus 1994) is een Amerikaanse zwemster.

## Carrière
Bij haar internationale debuut, op de Pan-Amerikaanse Spelen 2015 in Toronto, veroverde Lazor de bronzen medaille op de 200 meter schoolslag, daarnaast eindigde ze als vijfde op de 100 meter schoolslag.
Op de wereldkampioenschappen kortebaanzwemmen 2018 in Hangzhou werd de Amerikaanse wereldkampioene op de 200 meter schoolslag.

## Internationale toernooien
| Jaar | Olympische Spelen | WK langebaan  | WK kortebaan    | PanPacs       | Pan-Ams                                               |
| ---- | ----------------- | ------------- | --------------- | ------------- | ----------------------------------------------------- |
| 2015 |                   | geen deelname |                 |               | 5e 100m schoolslag · 200m schoolslag                  |
| 2016 | geen deelname     |               | geen deelname   |               |                                                       |
| 2017 |                   | geen deelname |                 |               |                                                       |
| 2018 |                   |               | 200m schoolslag | geen deelname |                                                       |
| 2019 |                   | geen deelname |                 |               | 100m schoolslag · 200m schoolslag · 4x100m wisselslag |

## Persoonlijke records
Bijgewerkt tot en met 3 september 2020
Kortebaan
| Afstand         | Tijd    | Datum            | Plaats    |
| --------------- | ------- | ---------------- | --------- |
| 100m schoolslag | 1.04,07 | 21 december 2019 | Las Vegas |
| 200m schoolslag | 2.18,32 | 16 december 2018 | Hangzhou  |

Langebaan
| Afstand         | Tijd    | Datum       | Plaats      |
| --------------- | ------- | ----------- | ----------- |
| 100m schoolslag | 1.06,03 | 17 mei 2019 | Bloomington |
| 200m schoolslag | 2.20,77 | 19 mei 2019 | Bloomington |